# La Route de l'enfer
 (avril 2022).
La Route de l'enfer : Canada (Highway Thru Hell) est une émission de téléréalité canadienne qui a débuté sur Discovery Channel le 4 septembre 2012 au Canada, les pentes raides, éboulements tueurs, et les pires conditions météorologiques captivent le public.
La première saison a été diffusée sur National Geographic Channel aux États-Unis et en Norvège au printemps 2013. The Weather Channel a commencé à diffuser l'émission en octobre 2013. Les deux premières saisons ont été diffusées sur National Geographic Channel (Royaume-Uni et Irlande). En France, la série documentaire est diffusée sur National Geographic Channel, puis sur Automoto.
Sa deuxième saison est diffusée à partir du 3 septembre 2013 et elle est composée de 13 épisodes avec 4 épisodes rediffusés avec du nouveau contenu, anecdotes et tweets des spectateurs. À la fin de la saison 2, l'émission comprenait une séquence sur la route 63 dans l'Alberta.
La troisième saison est diffusée à partir du 2 septembre 2014, elle est composée de 13 épisodes. Dans cette saison, Jamie Davis accroit sa société vers l'Alberta au Canada, elle est divisée en deux équipes, avec les anciens en Colombie-Britannique, et les nouveaux en Alberta.
La Route de l'enfer : Canada est renouvelée pour une 4e saison. Le tournage a eu lieu pendant l'hiver de la saison 2014-2015. Comme pour la troisième saison, l'entreprise est séparée en deux équipes, une en Colombie-Britannique (Canada) et la seconde en Alberta (Canada). L'entreprise familiale concurrente d'Al Quiring, Quiring Towing, à une place plus importante dans cette saison.
La Route de l'enfer : Canada est renouvelée pour une 5e saison. Le tournage se déroule en Colombie-Britannique (Canada) et en Alberta (Canada).

## Concept
Les opérations de Jamie Davis Motor Truck, une entreprise de sauvetage, de remorquage et de récupération de véhicules lourds basée à Hope, en Colombie-Britannique. L'émission se concentre sur les difficultés d'exploitation sur les routes de la Colombie-Britannique, notamment l'autoroute Coquihalla surnommée « la Coq », et des autoroutes dans le Nord de l'Alberta, près de Fort McMurray, qui sont connues pour leurs changements rapide des conditions météorologiques et leurs accidents.

## Émissions
| Saison | Saison | Épisodes | Début            | Fin               |
| ------ | ------ | -------- | ---------------- | ----------------- |
|        | 01     | 10       | 4 septembre 2012 | 6 novembre 2012   |
|        | 02     | 13       | 3 septembre 2013 | 19 novembre 2013  |
|        | 03     | 13       | 2 septembre 2014 | 25 novembre 2014  |
|        | 04     | 13       | 8 septembre 2015 | 1er décembre 2015 |
|        | 05     | 14       | 6 septembre 2016 | 6 décembre 2016   |

## Épisodes

### Saison 1 (2012)
| Numéro d'épisode | Titre original           | Titre français           | Date de diffusion |
| ---------------- | ------------------------ | ------------------------ | ----------------- |
| 01               | Death on the Coq         | Sauvetage musclé         | 4 septembre 2012  |
| 02               | Where's My Rotator?      | Je veux mon camion !     | 11 septembre 2012 |
| 03               | It's Stormy Everywhere   | La tempête fait rage     | 18 septembre 2012 |
| 04               | Roughing Up the Rookie   | Le nouveau               | 25 septembre 2012 |
| 05               | No Tears in Towing       | Plus le droit à l'erreur | 2 octobre 2012    |
| 06               | The Avalanche Zone       | Zone à risque            | 9 octobre 2012    |
| 07               | Yin & Yang               | Le Yin et le Yang        | 16 octobre 2012   |
| 08               | I Can't Take It Anymore! | J'en peux plus !         | 23 octobre 2012   |
| 09               | After the Crash          | Après la tempête         | 30 octobre 2012   |
| 10               | Family Business          | Une affaire de famille   | 6 novembre 2012   |

### Saison 2 (2013)
| Numéro d'épisode | Titre original             | Titre français                    | Date de diffusion |
| ---------------- | -------------------------- | --------------------------------- | ----------------- |
| 01               | Welcome to Winter          | Bienvenue en enfer                | 3 septembre 2013  |
| 02               | Deadlift                   | A la vie, à la mort               | 10 septembre 2013 |
| 03               | The Comeback Kid           | L'enfant du pays                  | 17 septembre 2013 |
| 04               | Two Guys, Two Trucks       | Fortes têtes pour gros camions    | 24 septembre 2013 |
| 05               | Sometimes the Patient Dies | Quand rien ne va...               | 1er octobre 2013  |
| 06               | Still Got It               | Le temps du doute                 | 8 octobre 2013    |
| 07               | Crazy Horse                | A bout de course                  | 15 octobre 2013   |
| 08               | Suck It Up Princess        | Capricieux ou courageux           | 22 octobre 2013   |
| 09               | Over the Edge              | A la limite                       | 29 octobre 2013   |
| 10               | A Man of My Word           | Un homme de parole                | 5 novembre 2013   |
| 11               | Cut in Half                | Coupé dans l'élan                 | 12 novembre 2013  |
| 12               | Beer O'Clock               | L'heure de la pause !             | 17 novembre 2013  |
| 13               | Closure Is Not an Option   | La fermeture n'est pas une option | 19 novembre 2013  |

### Saison 3 (2014)
| Numéro d'épisode | Titre original     | Titre français               | Date de diffusion |
| ---------------- | ------------------ | ---------------------------- | ----------------- |
| 01               | New Hell Old Hell  | Un nouvel enfer              | 2 septembre 2014  |
| 02               | New Hope           | De nouveaux espoir           | 9 septembre 2014  |
| 03               | Be Afraid          | Grosse frayeur               | 16 septembre 2014 |
| 04               | No Way Out         | Sans issue                   | 23 septembre 2014 |
| 05               | One Man, One Truck | Un homme pour une remorque   | 30 septembre 2014 |
| 06               | Back in the Saddle | Se remettre en selle         | 7 octobre 2014    |
| 07               | Red Hot Wrecks     | Les épaves comme preuves     | 14 octobre 2014   |
| 08               | Uphill Battle      | Un combat difficile          | 21 octobre 2014   |
| 09               | Snowmageddon       | La guerre des neiges         | 28 octobre 2014   |
| 10               | Prove Yourself     | Une question de confiance    | 4 novembre 2014   |
| 11               | Top Dog, Lone Wolf | Le boss ou le loup solitaire | 11 novembre 2014  |
| 12               | Downhill Slide     | En descente                  | 16 novembre 2014  |
| 13               | Arming For Battle  | Prêt pour la bataille        | 25 novembre 2014  |

### Saison 4 (2015)
La Route de l'enfer a été renouvelée pour une 4e saison, le tournage se déroule entre 2014 et 2015 en Colombie-Britannique et dans l'Alberta. La diffusion du premier épisode est programmée au Canada pour le 8 septembre 2015 sur Discovery Channel.
| Numéro d'épisode | Titre original               | Titre français                    | Date de diffusion |
| ---------------- | ---------------------------- | --------------------------------- | ----------------- |
| 01               | Casualties of War            | Dommages collatéraux              | 8 septembre 2015  |
| 02               | Saved on Preacher's Corner   | Sauvé in extremis                 | 15 septembre 2015 |
| 03               | War Zone                     | Zone de guerre                    | 22 septembre 2015 |
| 04               | Holidays Thru Hell           | Les vacances de l'enfer           | 29 septembre 2015 |
| 05               | Wreck, Recover, Repeat       | Sauvetage d'épaves                | 6 octobre 2015    |
| 06               | Ice Storm                    | Tempête de glace                  | 13 octobre 2015   |
| 07               | You Can't Argue with Gravity | On ne peut rien contre la gravité | 20 octobre 2015   |
| 08               | My Purpose Is to Protect     | Mon rôle est de protéger          | 27 octobre 2015   |
| 09               | A Moment's Notice            | Un moment d'attention             | 3 novembre 2015   |
| 10               | Immovable Objects            | Objets figés                      | 10 novembre 2015  |
| 11               | Nervous Wreck                | Crises de nerfs                   | 17 novembre 2015  |
| 12               | Rear View                    | Vue arrière                       | 24 novembre 2015  |
| 13               | Fork in the Road             | La croisée des chemins            | 1er décembre 2015 |

### Saison 5 (2016)
La Route de l'enfer a été renouvelée pour une 5e saison, le tournage se déroule en Colombie-Britannique et dans l'Alberta. La diffusion du premier épisode est programmée au Canada pour le 6 septembre 2016 sur Discovery Channel.
| Numéro d'épisode | Titre original         | Titre français         | Date de diffusion |
| ---------------- | ---------------------- | ---------------------- | ----------------- |
| 01               | Rear View              | Titre français inconnu | 6 septembre 2016  |
| 02               | Less Is More           | Titre français inconnu | 13 septembre 2016 |
| 03               | Suicide Creek          | Titre français inconnu | 20 septembre 2016 |
| 04               | Bridge Out             | Titre français inconnu | 27 septembre 2016 |
| 05               | Wind Storm             | Titre français inconnu | 4 octobre 2016    |
| 06               | Christmas Wrap         | Titre français inconnu | 11 octobre 2016   |
| 07               | In Deep                | Titre français inconnu | 18 octobre 2016   |
| 08               | Man Against Machine    | Titre français inconnu | 25 octobre 2016   |
| 09               | Crossroads             | Titre français inconnu | 1er novembre 2016 |
| 10               | Pick Up Sticks Machine | Titre français inconnu | 8 novembre 2016   |
| 11               | Family Matters         | Titre français inconnu | 15 novembre 2016  |
| 12               | All Nighter            | Titre français inconnu | 22 novembre 2016  |
| 13               | Heavy Duty             | Titre français inconnu | 29 novembre 2016  |
| 14               | Long Way Down          | Titre français inconnu | 6 décembre 2016   |

## La Route de l'enfer: Sierra Nevada
La Route de l'enfer : Sierra Nevada (Highway Thru Hell: USA) est une émission dérivée diffusée à partir du 3 novembre 2013, qui se déroule aux États-Unis.
En France, elle est connue sous ce titre sur National Geographic Channel (France) ou avec son titre original Highway Thru Hell : USA sur RMC Découverte.

### Concept
Chaque année, des millions voyagent d'une côte à l'autre aux États-Unis via l'artère Interstate 80. Et au sommet de l'Interstate 80 se trouve un tronçon dangereux appelé Donner Pass.
À plus de 2 100 mètres, un groupe de remorqueurs Tow Dogs considèrent comme leur mission de sauver les automobilistes naufragés qui se perdent sur leur chemin et contre les innombrables dangers de la route.

### Émissions
| Saison | Saison | Épisodes | Début           | Fin              |
| ------ | ------ | -------- | --------------- | ---------------- |
|        | 01     | 8        | 3 novembre 2013 | 22 décembre 2013 |

### Épisodes

#### Saison 1 (2013)
| Numéro d'épisode | Titre original      | Titre français          | Date de diffusion |
| ---------------- | ------------------- | ----------------------- | ----------------- |
| 01               | Do or Die           | Pas le droit à l'erreur | 3 novembre 2013   |
| 02               | A Cold Day in Hell  | Dure journée            | 10 novembre 2013  |
| 03               | Highway Heroes      | Les héros de la route   | 17 novembre 2013  |
| 04               | Nightmares in Tow   | Un vrai cauchemar       | 24 novembre 2013  |
| 05               | The Dead Zone       | Zone à risque           | 1er décembre 2013 |
| 06               | Hell Hath Snow Fury | Sans répit              | 8 décembre 2013   |
| 07               | Hell Freezes Over   | La descente aux enfers  | 15 décembre 2013  |
| 08               | Running on Empty    | Frôler la mort          | 22 décembre 2013  |

## La Route de l'enfer: Norvège
La Route de l'enfer : Norvège (Vinterveiens helter) est une émission dérivée diffusée à partir du 31 août 2015, qui se déroule en Norvège.
En France, la série est diffusée depuis 7 septembre 2015 sur National Geographic Channel.

### Concept
Les Norvégiens connaissent les dangers de la conduite sur les routes de montagne norvégiennes en temps d'hiver. Chaque jour pendant l'hiver arrivent des conducteurs de poids lourds étrangers avec de lourdes charges à transporter à travers le pays. Et parfois l'accident survient. Puis vient le sauvetage avec des dépanneurs expérimentés, compétents et courageux.
L'équipe de dépannage intervient sur les routes de Norvège, parmi ces routes, l'E134 reliant Haugesund à Drammen, la route principale RV7 reliant Hardangerbrua à Hønefoss et l'E39 reliant Trondheim à Ålborg.

### Émissions
| Saison | Saison | Épisodes | Début        | Fin             |
| ------ | ------ | -------- | ------------ | --------------- |
|        | 01     | 10       | 31 août 2015 | 2 novembre 2015 |
|        | 02     | 10       | 29 août 2016 | 31 octobre 2016 |

### Épisodes

#### Saison 1 (2015)
| Numéro d'épisode | Titre original                  | Titre français               | Date de diffusion |
| ---------------- | ------------------------------- | ---------------------------- | ----------------- |
| 01               | Alt eller ingenting             | La route tourne              | 31 août 2015      |
| 02               | Gale folk                       | Mission danger               | 7 septembre 2015  |
| 03               | Ild og is                       | Feu et glace                 | 14 septembre 2015 |
| 04               | Tiggere kan ikke velge og vrake | Temps de crise               | 21 septembre 2015 |
| 05               | Underkjølt regn                 | Intervention explosive       | 28 septembre 2015 |
| 06               | Inn i skogen                    | Pas de répit pour les braves | 5 octobre 2015    |
| 07               | Snøfast                         | Camions en berne             | 12 octobre 2015   |
| 08               | Nattevakt                       | Une nuit éprouvante          | 19 octobre 2015   |
| 09               | Noe stinker her                 | Dérapages contrôlés          | 26 octobre 2015   |
| 10               | Ekstreme redningsoppdrag        | Dépannages extrêmes          | 2 novembre 2015   |

#### Saison 2 (2016)
La Route de l'enfer : Norvège a été renouvelée pour une seconde saison, dont le tournage a débuté le 1er décembre 2015 et se poursuivra pendant toute la saison d'hiver. La diffusion est prévu pour 2016 sur National Geographic Channel en Norvège.
Cette saison est diffusée en simultané en France sur National Geographic Channel à 20 h 40.
| Numéro d'épisode | Titre original         | Titre français                       | Date de diffusion |
| ---------------- | ---------------------- | ------------------------------------ | ----------------- |
| 01               | Berging på åstedet     | Scène de crime                       | 29 août 2016      |
| 02               | Militært oppstyr       | Accident militaire                   | 5 septembre 2016  |
| 03               | Nær katastrofe         | Sur le fil du rasoir                 | 12 septembre 2016 |
| 04               | Fare på dødens vei     | Accident sur une montagne périlleuse | 19 septembre 2016 |
| 05               | Storm på fjellet       | Chaos dans la montagne               | 26 septembre 2016 |
| 06               | Lang omvei             | Valse d’accidents                    | 3 octobre 2016    |
| 07               | Frost                  | Grand froid                          | 10 octobre 2016   |
| 08               | Dødelige dråper        | Livraisons mortelles                 | 17 octobre 2016   |
| 09               | Vinterens utfordringer | Lamentations hivernales              | 24 octobre 2016   |
| 10               | Senvinter              | La fin de l’hiver                    | 31 octobre 2016   |